# Castiarina diversa
Castiarina diversa es una especie de escarabajo del género Castiarina, familia Buprestidae. Fue descrita científicamente por Kerremans en 1900.